# Krämertsskog
Krämertsskog (fi. Metsälä) är en del av Månsas distrikt i Helsingfors stad. Krämertsskog ligger 6 km från Helsingfors centrum. 
Ur ett funktionellt perspektiv delar sig Krämertsskog i två delar: ett småhusområde i norr och ett arbetsplatsområde i söder med bland annat flera företag inom logistik- och transportbranschen. 